# Dinón
Dinón de Colofón  (griego antiguo Δίνων o Δείνων) es un historiador griego del siglo IV a. C. (c. 360 a. C. – 340 a. C.). Fue el padre de Clitarco de Alejandría.
Nativo de la ciudad jonia de Colofón, fue el autor de una historia de Persia, las Pérsicas (griego antiguo Περσικά, Persika), quien tuvo autoridad en la materia durante la Antigüedad, de la que muchos fragmentos han sobrevivido. Tomó el relevo a Ctesias, historiador de Persia, cuyo relato parece menos fiable que el de Dinón. Parece que su obra trata de un período que va del reino de Artajerjes I al de Artajerjes III.
Las Pérsicas, son a menudo citadas por Ateneo, Claudio Eliano, Diógenes Laercio, Cornelio Nepote, y Plutarco en la Vida de Artajerjes (Artajerjes II) y en la Vida de Temístocles. La Suda atribuya erróneamente esta obra a Dión Casio.